# Кальнинг, Отто Иванович
Отто Иванович Кальнинг (Калниньш; 13 (25) февраля 1856, Огре, Лифляндская губерния, Российская империя (ныне Леясциемская волость, Гулбенский край, Латвия) — 25 марта (6 апреля) 1891, Дерпт) — русский ветеринарный врач, микробиолог и эпизоотолог.

## Биография
После окончания в 1877 году Юрьевского ветеринарного института до конца жизни служил в кавалерии русской армии. В 1877—1878 годах участвовал в освобождении Болгарии; в 1878—1886 годах, находясь в Болгарии вместе с другими русскими ветеринарными врачами, положил начало болгарской ветеринарной организации.
В 1891 году независимо от других (Х. И. Гельман)
получил маллеин (диагностический препарат при сапе) и поставил опыты по его применению.
Погиб, заразившись сапом во время научных экспериментов 6 апреля 1891 года.
Похоронен на кладбище Тарту.

## Братья
Старший брат — Карл Иванович Кальнинг (1846—1920). В 1875—1899 годах был учёным кузнецом Казанского ветеринарного института, преподавателем теории ковки. С 1873 года — член-корреспондент Юрьевского ветеринарного института. С 1897 по 1919 год — Лифляндский губернский ветеринар. В 1919—1920 гг. — доцент ветеринарного факультета Тартуского университета. Его труд «Учение о рациональной ковке лошадей», написанный в Казанском ветеринарном институте, ставший обобщением многих зарубежных научных изданий и собственного многолетнего опыта работы в этой области, выдержал три переиздания (1878, 1890, 1897) и до 1917 года был единственным в России учебным пособием в этой области.
Младший брат — Иван Иванович Кальнинг (1859—1925), химик, фармацевт, магистр фармации, лаборант Фармакологического института Московского университета, автор учебников, учебных пособий был женат на Анне Борисовне Веселовской (1872—1962, Франция), сестре Степан Борисовича и Бориса Борисовича Веселовских. После Октябрьской революции — в рядах Белого движения.